# Pietro Grimani
Pour les articles homonymes, voir Grimani.
Pietro Grimani (Venise, 5 octobre 1677 – Venise, 7 mars 1752) est le 115e doge de Venise élu en 1741.
Sous son dogat, comme sous celui de tant de doges du XVIIIe siècle, il ne se produit pas de grands évènements qui impliquent la Venise.

## Biographie
Pietro Grimani est le fils de  Pietro et de Caterina Morosini. C'est un homme très cultivé et un poète reconnu, le premier parmi les princes de la Sérénissime à l'être presque de profession, il se montre un grand mécène et favorise l'art et la science.
Très riche et célèbre, il se consacre tout jeune à la carrière diplomatique qu'il exerce surtout en France et en Angleterre où il fait la connaissance de personnes très importantes dont Isaac Newton. Il devient membre de la Royal Society le 23 octobre 1712.
Pendant plus de 20 ans (de 1719 à son élection) il est sage auprès du conseil et il se montre un homme compétent et intelligent pour les affaires de l'état. Il est élevé jusqu'à la charge de procurateur.

### Le dogat
Le 30 juin 1741, il devient doge après un seul tour de scrutin, avec 26 voix et sans réels opposants.
Son dogat se déroule tranquillement et voit refleurir un esprit artistique grâce aux subventions de l'état et à la protection du doge. Même l'économie, déjà renaissante vers 1736, reprend de la vigueur en raison des nombreuses guerres qui ensanglantent l'Europe et de la neutralité de Venise ce qui lui permet de relancer son activité commerciale même si elle n'est plus au niveau du XVIe siècle ou du XVIIe siècle.

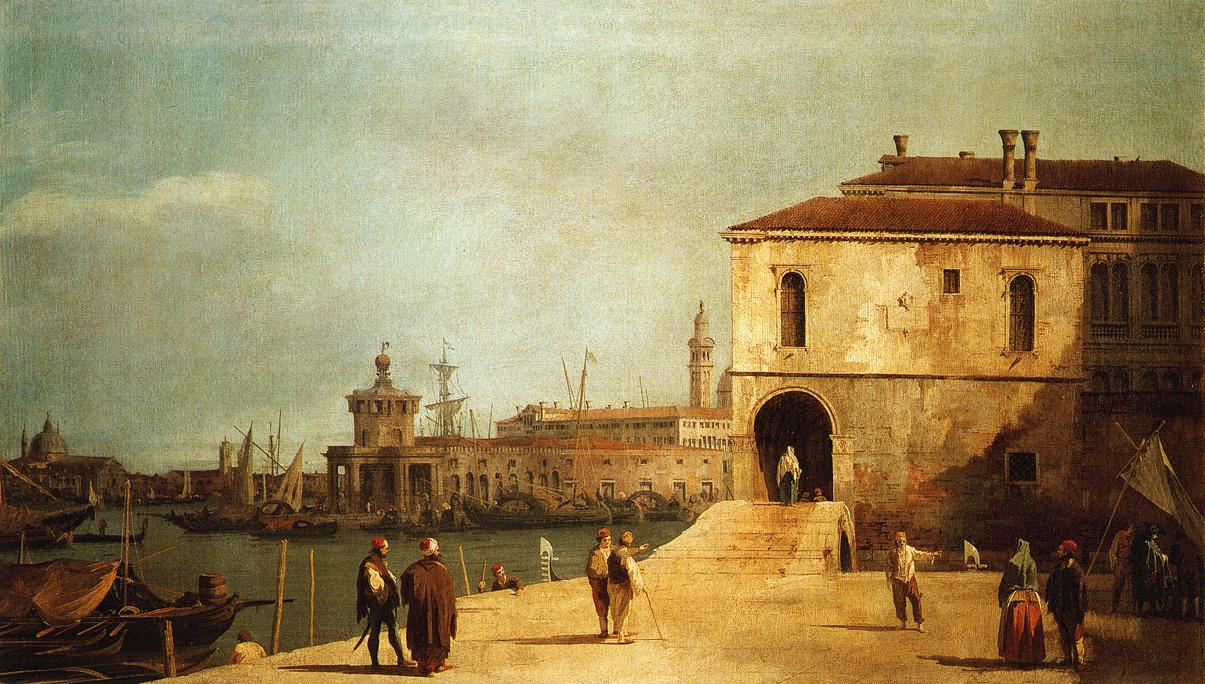
Fonteghetto della Farina d'après Canaletto (1730)

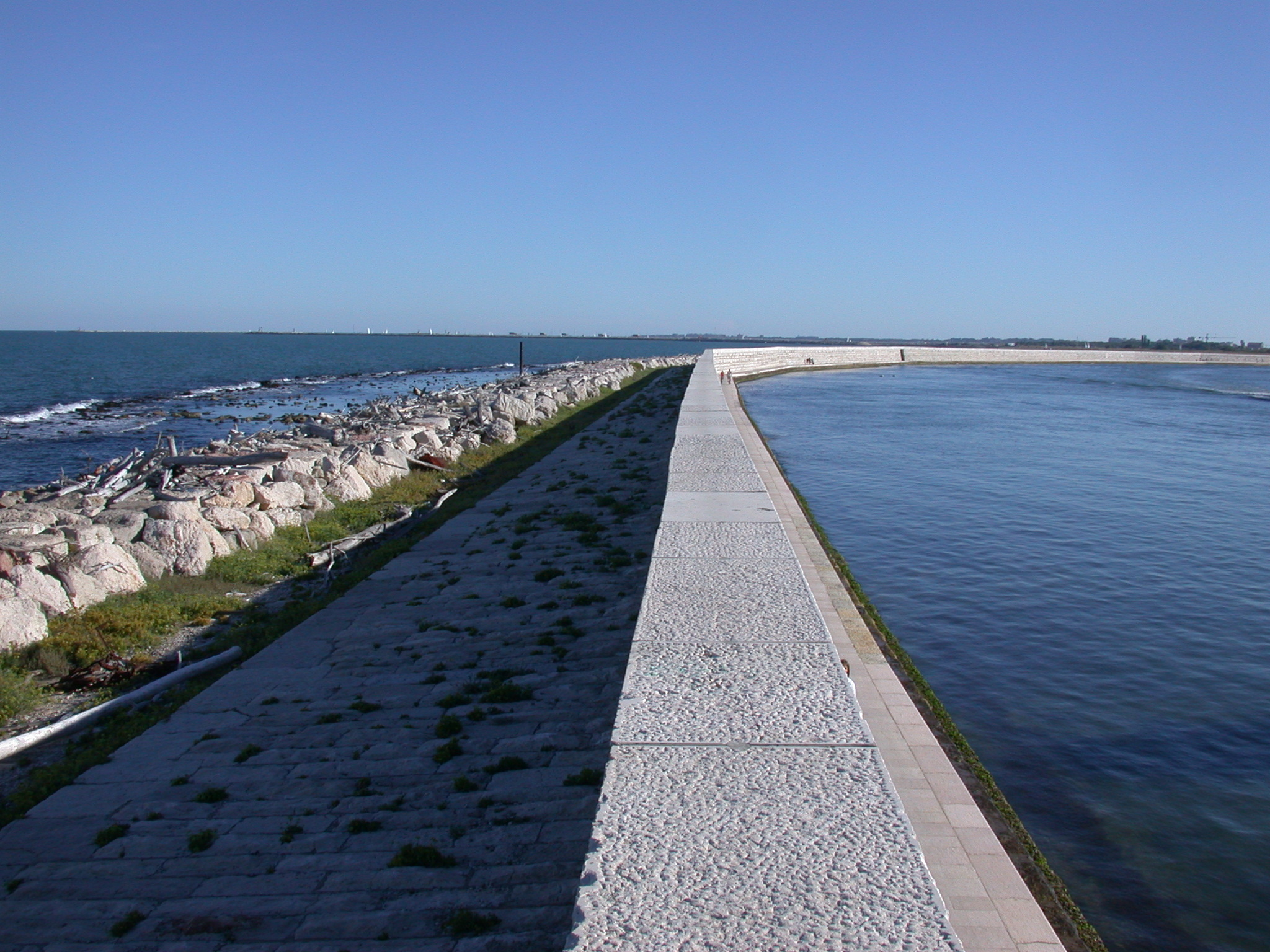
Murazzi à Pellestrina

Sous son dogat commencent les travaux de construction des Murazzi, le 24 avril 1744. Le 24 septembre 1750 est créée l' Académie de peinture et de sculpture avec siège au Fonteghetto della Farina (calle Vallaresso).

Grimani meurt le 7 mars 1752, sans jamais avoir été très aimé par le peuple qui le juge avare et trop « poète » pour répondre efficacement aux exigences de la situation. Il est inhumé dans l'église de la Madonna dell'Orto sous une plaque de marbre avec ses armoiries.

## Référence
- (it) Cet article est partiellement ou en totalité issu de l’article de Wikipédia en italien intitulé « Pietro Grimani » (voir la liste des auteurs).